# Iaso (filla d'Asclepi)
Iaso (en grec antic Ιασώ, "la curació") era en la mitologia grega, filla d'Asclepi, el déu de la salut, i germana d'Higiea (la salut) i de Panacea (que ho cura tot), i tenia per germans Macàon i Podaliri.
En realitat se sap molt poca cosa sobre Iaso. És probable que fos considerada només una semideessa, a diferència de la seva germana Panacea, que era deessa. Iaso tenia seguidors, els Iàsides ("fills de Iaso").
Pausànias explica que tenia un santuari a Oropos, que compartia amb les seves germanes Higiea i Panacea.